# ساميد إيمانوف
ساميد إيمانوف (بالأذرية: Samid İmanov) - (عام 1981 منطقة نيفتشالا، الجمهورية الجورجية السوفيتية الاشتراكية - علم 2016 مقاطعة ترتر، قرية تاليش)-  رائد للقوات المسلحة الأذربيجانية والقوات الخاصة. شارك في الاشتباكات الأذربيجانية الأرمنية 2016 واستشهد ببوطولة إثناء القتال وحصل على لقب البطل الوطني لأذربيجان بعد وفاته.

## حياته
ولد ساميد جولاغا أغلو إيمانوف في مستوطنة حسن عباد الواقعة على ضفة نهر كورا شمال مدينة نيفتشالا في 14 أكتوبرعام 1981. تلقى دراسته الثانوية في مدينة نيفجاله في 1988 وتخرج منها في 1998. وفي نفس السنة إلتحق بمدرسة العسكرية العلي التي تحمل إسمه حيدر علييف.
وتخرج منها بمرتبة الشرف في 2003. كان يمنح بجائزة من الرئيس الثالث لجمهورية أذربيجان حيدر علييف.

## الخدمة العسكرية ومعارك أبريل
خدم ساميد إيمانوف في القوات الخاصة كنائب قائد، وقائد مجموعة، وقائد فرقة، وقائد مفرزة، ورئيس أركان للوحدة العسكرية منذ يونيو 2004.
أثناء المناوشات التي وقعت على خط الاتصال بين أذربيجان وأرمينيا في أوائل أغسطس 2014، عبرت مجموعة بقيادة ساميد ايمانوف وأجرت عملية. وقتل في المعركة عشرون من أفراد القوات المسلحة الأرمينية.

أنضم  رائد ساميد إيمانوف في القتال النهائية في أوائل أغسطس عام 2014.
وفي القتال الشرس الذي اندلع على خط الامامي بين أذربيجان وأرمينيا، والذي بدأ بعد توقف دام 24 عاما، أطلق سميد إيمانوف النار على العدو في اتجاه قرية تاليش في مقاطعة ترتر.
وأثناء القتال الذي وقع ليلة 3 إلى 4 أبريل، أصيب  رائد ايمانوف بشظايا في ساقه وكتفه في المنطقة المحايدة، ومات نتيجة نزيف.
بعد وفاته حصل ساميد إيمانوف على اللقب «البطل الوطني لأذربيجان» وبأمر من رئيس جمهورية أذربيجان والقائد الأعلى للقوات المسلحة لأذربيجان إلهام علييف.
| « | يولد الشخص المرة الوحيدة و يموت المرة الوحيدة. وعندما تغادر يجب أن تغادر بشرف. ساميد إيمانوف | » |